# Lepidophyllum steenstrupi
Lepidophyllum steenstrupi är en plattmaskart. Lepidophyllum steenstrupi ingår i släktet Lepidophyllum och familjen Steganodermatidae. Inga underarter finns listade i Catalogue of Life.